# SSSE3
SSSE3是Intel命名的SSE3指令集的擴充，不使用新的號碼是因為SSSE3比較像是加強版的SSE3，以至於推出SSSE3之前，SSE4的定義容易被混淆。在公開Intel的Core微架構的時候，SSSE3出現在Xeon 5100與Intel Core 2行動版與桌上型處理器上。
SSSE3包含了16個新的不同於SSE3的指令。每一個都能夠運作於64位元的MMX暫存器或是128位元XMM暫存器之中。因此，有些Intel的文件表示有32個新指令。之前的SIMD指令由舊排到新依序是MMX、3DNow!（AMD開發的）、SSE、3DNow! Professional、SSE2與SSE3。

## 支援SSSE3指令集的處理器
- Intel：
  - Xeon 5100系列
  - Xeon 5300系列
  - Xeon 3000系列
  - Core 2
  - Core i3
  - Core i5
  - Core i7
  - Core i9
  - Pentium Dual-Core
  - Celeron 4xx的Conroe-L
  - Celeron Dual Core系列
  - Celeron M 500系列
  - Atom
- AMD
  - AMD Bulldozer
  - AMD Bobcat
  - AMD Ryzen
- VIA：
  - Nano

## 新增的指令
在以下的列表中，satsw(X)（飽和爲有符號字（saturate to signed word）的簡寫），任取有號整數X，如果X小於-32768時就代表-32768，X大於32767時就代表32767 ，其餘數值不變。在一般的Intel架構上，字節（byte）表示8位元，字（word）是16位元，而雙字（dword）是32位元；暫存器表示MMX或是XMM向量暫存器。
| PSIGNB, PSIGNW, PSIGND | 包裹式有符號整型取反                 | 如果另一個暫存器中的整形爲負，那麼將目標暫存器中的數取反。                                                                                      |
| PABSB, PABSW, PABSD    | 包裹式絕對值                         | 將源暫存器中的數取絕對值並放到目標暫存器中。 |
| PALIGNR                | 包裹式右移                           | 將兩個暫存器的值串起來，然後根據編碼到指令中的立即數將暫存器中的值右移。                                                                        |
| PSHUFB                 | 包裹式將任意字節重新排布到目的暫存器 | 如果源暫存器高位被置1，就把目的暫存器賦值爲0,否則根據源操作數的低4位選擇目的操作數，將其拷貝到目的操作數的相應位置。                            |
| PMULHRSW               | 包裹式捨入相乘                       | 將兩個暫存器中的16位word處理成-1到1間的15位定點數(例如0x4000被處理成0.5，0xa000 處理成−0.75), 並且將他們捨入相乘。                              |
| PMADDUBSW              | 相乘並相加包裹式整型然後飽和         | 將兩個暫存器中的8位整型相乘並相加，然後飽和成有符號整型。（也就是 [a0 a1 a2 …] pmaddubsw [b0 b1 b2 …] = [satsw(a0b0+a1b1) satsw(a2b2+a3b3) …]） |
| PHSUBW, PHSUBD         | 包裹式水平相減                       | 將兩個暫存器 A = [a0 a1 a2 …] 和 B = [b0 b1 b2 …] 相減輸出 [a0−a1 a2−a3 … b0−b1 b2−b3 …]                                                        |
| PHSUBSW                | 包裹式水平相減並且飽和爲有符號字     | 類似PHSUBW, 但是輸出的是[satsw(a0−a1) satsw(a2−a3) … satsw(b0−b1) satsw(b2−b3) …]                                                               |
| PHADDW, PHADDD         | 包裹式有符號相加                     | 將兩個暫存器 A = [a0 a1 a2 …] 和 B = [b0 b1 b2 …] 相加然後輸出 [a0+a1 a2+a3 … b0+b1 b2+b3 …]                                                    |
| PHADDSW                | 包裹式水平相加並且飽和爲有符號字     | 類似PHADDW, 但是輸出的是[satsw(a0+a1) satsw(a2+a3) … satsw(b0+b1) satsw(b2+b3) …]                                                               |

## 外部連結
- 移動型Core 2規格書
- Intel白皮書，敘述存在的SSSE3與新的SSE4指令集
- 指令集的文件，列出SSSE3指令集的功能（页面存档备份，存于）